# چارلز گرایمز
چارلز گرایمز (انگلیسی: Charles Grimes; ۹ ژوئیهٔ ۱۹۳۵ – ۵ فوریهٔ ۲۰۰۷) قایقران روئینگ اهل ایالات متحده آمریکا بود.